# Segmentierung (Ökonomik)
Segmentierung ist in der Betriebswirtschaftslehre und Organisationslehre die Aufteilung der Organisationsstruktur in bestimmte Organisationseinheiten (divisionale Organisation) oder im Rechnungswesen nach bestimmten Produkten oder Dienstleistungen zur Verbesserung der Publizität oder Markttransparenz.

## Allgemeines
Als Segment gilt jede organisatorisch isolierbare Untereinheit (Produktgruppe, Geschäftsbereich, Profitcenter). Durch die Parameter Autonomie und Autarkie wird die organisatorische Selbständigkeit von Segmenten festgelegt. Dabei ist Autonomie durch Kompetenz und Verantwortung gekennzeichnet, Autarkie ist der Umfang der Funktionen und der zu deren Erfüllung erforderlichen Ressourcen.
Ein Einproduktunternehmen mit ausschließlichem Vertrieb im Inland erfordert geringe Segmentierung, ein Mehrproduktunternehmen mit Exportquote dagegen hohe Segmentierung. Grund ist, dass andere Marktteilnehmer (etwa Kunden, Konkurrenten) aus den Umsatzerlösen eines Mehrproduktunternehmens weder erkennen können, welcher Umsatzanteil auf jedes einzelne Produkt entfällt noch den Exportanteil ablesen können. Um Segmentierung vornehmen zu können, ist deshalb eine Disaggregation der Umsatzerlöse erforderlich, Makrodaten werden dadurch zu Mikrodaten zerlegt.

## Arten
Es haben sich zwei Schwerpunkte der Segmentierung herausgebildet:
- Marktsegmentierung ist eine Form der Produktdifferenzierung, bei der ein Gesamtmarkt nach geografischen, produktmäßigen, soziodemografischen oder zielgruppenorientierten Aspekten in Teilmärkte (Marktsegmente) aufgeteilt wird.[5] Sie soll zu einem kundenorientierten Vertrieb beitragen.
- Segmentberichterstattung ist die Veröffentlichung von Finanzkennzahlen zu einzelnen Divisionen eines Unternehmens.[6] Sie soll es dem externen Adressaten ermöglichen, diversifizierte Unternehmen mit ihren heterogenen Geschäftsbereichen differenziert beurteilen zu können.

### Marktsegmentierung
Marktsegmentierung hat den Zweck, die richtigen Produkte oder Dienstleistungen den richtigen Kunden anzubieten. Deshalb wird die Marktsegmentierung durch die angebotenen Produktgruppen, Marketing-Mix und Zielgruppen vorgenommen. Die Marktsegmentierung erfolgt beispielsweise geografisch nach Regionalmarkt, Binnenmarkt, EU-Binnenmarkt und Weltmarkt.
Nach dem Segmentierungsgrad wird zuweilen auch unterschieden zwischen partieller und totaler Segmentierung, wobei von der Nicht-Segmentierung abgesehen wird:
- Partielle Segmentierung:
  - Die selektive Segmentierung wählt lediglich einige Unternehmensdaten aus (etwa Umsatzerlöse oder Gewinne);
  - die asymmetrische Segmentierung behandelt einige Daten jeweils unterschiedlich zu korrespondierenden Größen (etwa Vermögen und Erträge werden segmentiert, nicht jedoch Schulden und Aufwand);
  - die lückenhafte Segmentierung verzichtet auf die Disaggregation von Bestands- oder Stromgrößen (etwa Eigenkapital).
- Die totale Segmentierung vermittelt einen Informationsgrad von 100 % und segmentiert sämtliche Unternehmensdaten.

Überwiegend wird von einer partiellen Segmentierung auszugehen sein, die lückenhafte Segmentierung kommt der totalen sehr nahe. Eine totale Segmentierung, bei der alle Wertgrößen lückenlos den gebildeten Segmenten zugerechnet werden, scheidet aus Kostengründen zumeist aus. Zweckmäßig ist eine partielle Segmentierung, bei der zentrale Bilanz- und Erfolgsgrößen, aber auch sonstige Daten (Investitionen, Beschäftigtenzahlen) aufgegliedert werden. Als Probleme der Segmentierung erweisen sich insbesondere die segmentweise Zurechnung von Gemeingrößen (Schlüsselung der Gemeinkosten) und die Behandlung von unternehmensinternen Leistungsverflechtungen (Transferpreise für innerbetriebliche Leistungsverrechnungen).

### Segmentberichterstattung
Die Segmentberichterstattung (englisch Segment Reporting) ist eine Ergänzung des Anhangs und bietet eine disaggregierte Publizität zu den im Jahresabschluss enthaltenen Segmenten an; das gilt auch für den Konzernabschluss. Segmentberichterstattung oder Segmentpublizität wird im externen Rechnungswesen die ergänzende Veröffentlichung von Jahresabschlussinformationen, aufgegliedert nach wirtschaftlichen Tätigkeitsbereichen (operative Segmente wie etwa Marktsegmente) verstanden. Mit zunehmender Diversifikation eines Unternehmens sinkt der Informationsgehalt eines zusammenfassenden Jahres- oder Konzernabschlusses, weil diverse Branchen und verschiedene Regionen unterschiedliche Wachstumsraten, Marktentwicklungen, Risikoarten und Risikograde aufweisen.
Nach § 315a HGB in Verbindung mit IAS 14.3 ff. ist die Segmentberichterstattung Pflichtbestandteil des IFRS-Konzernabschlusses börsennotierter Unternehmen. Bei Konzernabschlüssen nach HGB und den US-GAAP ist die Segmentberichterstattung Wahl(Pflicht-)Bestandteil gemäß § 297 Abs. 1 Satz 3 HGB und SFAS 131.9.
Das Gesetz überlässt es in § 264 Abs. 1 Satz 2 HGB und § 297 Abs. 1 Satz 3 HGB dem DRSC, Empfehlungen über die konkrete Ausgestaltung der Segmentberichterstattung zu erarbeiten, die in DRS 28 kodifiziert wurden.

#### Entwicklung international maßgeblicher Normen
Financial Accounting Standards Boards und IFRS 8
Unternehmen, welche die IFRS anwenden und neu nach IFRS 8.2 eine Segmentsberichterstattung zu veröffentlichen haben, müssen seit dem 1. Januar 2009  IFRS 8 (Operative Segmente) anwenden. Im Unterschied zu IAS 14 verfolgt IFRS 8 neu konsequent den englisch management approach, der dem Abschlussleser die Segmentberichterstattung in der Sicht des Managements darstellen soll (Ausrichtung an interner Berichtsstruktur).
Financial Accounting Standards Boards und FAS 14/SFAS 131 par. 4
Bereits die Vorgängerinstitution des 1973 gegründeten US-amerikanischen FASB, das Accounting Principles Board (APB), empfahl 1967 die freiwillige Veröffentlichung nicht näher festgelegter Segmentinformationen, doch erst die US-Börsenaufsicht SEC verlangte ab 1969 spezifische Segmentangaben in den nach ihren Vorschriften aufzustellenden Abschlüssen. Daraufhin befasste sich auch das FASB mit der Segmentberichterstattung und gab 1976 FAS 14 „Financial Reporting for Segments of a Business Enterprise“ heraus. Im Jahr darauf passte wiederum die SEC ihre Vorschriften dem nun geltenden FAS 14 an, um die Finanzberichterstattung zu harmonisieren. Gegenwärtig gilt für in den USA börsennotierte Unternehmen SFAS 131 par. 4.
International Accounting Standards Board und IAS 14
Ebenfalls 1973 gegründet, ist das IASB ein privater Zusammenschluss der verschiedenen nationalen Berufsorganisationen der Wirtschaftsprüfer. Ziel ist es, die Rechnungslegungsvorschriften auf internationaler Ebene zu verbessern und anzugleichen, indem International Accounting Standards (IAS) erarbeitet und weltweit durchzusetzen versucht werden. Im Jahre 1981 wurde IAS 14 „Reporting Financial Information by Segment“ verabschiedet, der mittlerweile in der überarbeiteten Version IAS 14.3 (englisch revised) gilt. Inzwischen wurde der IAS 14 von IFRS 8 abgelöst.
Europarechtliche und nationale Vorschriften
Mit der Richtlinie 78/660/EWG vom 25. Juli 1978 über den Jahresabschluss von Gesellschaften bestimmter Rechtsformen und der Richtlinie 83/349/EWG vom 13. Juni 1983 über den konsolidierten Abschluss hat die Segmentberichterstattung auch Einzug in das nationale (Konzern-)Bilanzrecht der EU-Mitgliedstaaten gehalten. Während Großbritannien und Irland von angelsächsischer Rechnungslegungsphilosophie geprägt sind und über die bezüglich der Segmentpublizität sehr rudimentären EG-Vorschriften hinausgegangen sind, haben sich die übrigen Mitgliedsländer auf die unbedingt notwendigen Anforderungen (Umsatzaufgliederung) beschränkt. Deutschland räumt den Gesellschaften gemäß § 297 HGB das Wahlrecht ein, welches die Erweiterung des Konzernabschlusses um eine Segmentierungsberichterstattung erlaubt, jedoch nicht zwingend vorschreibt.
Das 1998 geschaffene DRSC und der von ihm getragene Deutsche Standardisierungsrat (DSR) hatten als zuständige deutsche Standardisierungsorganisation am 20. Dezember 1999 den Entwurf für den Deutschen Rechnungslegungs-Standard (DRS) 3 verabschiedet, der am 31. Mai 2000 vom Bundesministerium der Justiz im Bundesanzeiger als „DRS 3 – Segmentberichterstattung“ bekannt gemacht wurde. DRS 3 galt für alle gesetzlich zur Segmentberichterstattung verpflichteten Mutterunternehmen einschließlich kapitalmarktorientierter Mutterunternehmen. Andere Unternehmen, die freiwillig Segmentberichterstattung betreiben, waren angehalten, DRS 3 zu beachten. Inzwischen gilt DRS 28.

## Adressaten
Jahresabschlussnutzer verfolgen individuelle Informationsinteressen, wobei allen ein elementares Interesse am Fortbestand des Unternehmens und der Erfüllung ihrer materiellen Erwartungen gemein sein dürfte. Art und Umfang der Segmentberichterstattung hängen daher sowohl von den Schutzbedürfnissen als auch dem Einfluss der Interessengruppen eines Unternehmens ab:
- Die Gruppe der Investoren, zu der neben aktiven und potenziellen Anteilseignern auch Fremdkapitalgeber (Gläubiger) zu zählen sind, interessieren insbesondere die unternehmerischen Auslandsaktivitäten und deren Auswirkungen auf Risiko und Ertrag der Gesamtunternehmung. Die Kombination unternehmensspezifischer Daten mit extern verfügbaren Informationen erlaubt eine präzisere Abschätzung des Wachstumspotenzials, der Unsicherheit künftiger Cash Flows und des Kapitalwertes einer Investition. Daneben kann die Segmentrechnung im Rahmen der Rechenschaftslegung der Unternehmensführung als wirksames Kontrollinstrument der Anteilseigner fungieren.
- Lieferanten, Kunden, Arbeitnehmer und andere Geschäftspartner (Stakeholder) sind wahrscheinlich weniger an der Gesamtunternehmung interessiert als vielmehr an dem Unternehmensbereich, der sie selbst am meisten betrifft. Mit Hilfe des Segmentberichtes können etwa bisherige und zukünftige Lieferer Anpassungen ihres Produktions- und Lieferprogramms oder Schlussfolgerungen über zukünftige Liefermöglichkeiten ableiten. Arbeitnehmer werden befähigt, die Zukunft ihrer Arbeitsplätze und Chancen verschiedener Unternehmensteile zu beurteilen.
- Nicht zuletzt ist die Segmentberichterstattung für den Staat und die Öffentlichkeit von Bedeutung. Obwohl in der Regel keine Zahlungsbemessungsfunktion (beispielsweise zum Zwecke der Unternehmensbesteuerung) vorliegt, kann dennoch der ökonomische Beitrag von Unternehmensbereichen zu nationalen Standorten ermittelt werden. Aus Sicht der Öffentlichkeit erhöht jede Informationsveröffentlichung, die zu einer Wettbewerbsintensivierung führt, die volkswirtschaftliche Effizienz und damit letztlich den Wohlstand einer Gesellschaft.

## International
Nach IFRS und US-GAAP heißt die Segmentberichterstattung in SFAS 131.9 „Disclosures about Segments of an Enterprise and Related Information“ und in IFRS 8 „Operating Segments“. Nach IFRS 8 müssen bestimmte Klassen von Unternehmen (im Wesentlichen Unternehmen, deren Anteile an der Wertpapierbörse gehandelt werden) Angaben zu ihren Geschäftssegmenten, Produkten und Dienstleistungen, geografischen Gebieten, in denen sie tätig sind, und wesentlichen Kunden machen. Die Informationen basieren auf internen Managementberichten – sowohl im Hinblick auf die Identifizierung von Geschäftssegmenten als auch auf die Wertbemessung in Bezug auf die geleisteten Angaben. Gemäß SFAS 131.9 umfasst ein Jahresabschluss (englisch Financial Statement) kapitalmarktorientierter Unternehmen auch eine Segmentberichterstattung.

## Wirtschaftliche Aspekte
Während der Jahresabschluss im Wesentlichen eine „Aggregation der gesamten unternehmerischen Tätigkeit in einer Rechnungsperiode“ darstellt, wird bei zunehmender Diversifikation im Unternehmen dessen Betriebszweck auf mehrere Produkte, Märkte oder Kundengruppen ausgedehnt. Damit die Markttransparenz und Publizität dem folgen können, muss die „Aussagebeschränkung der externen Rechnungslegung diversifizierter Unternehmen durch die Bereitstellung zusätzlicher disaggregierter Segmentinformationen“ vermindert werden. Die  Aggregation von Bestands- und Erfolgsgrößen heterogener Unternehmensbereiche führt nicht nur zu intransparenten Globalwerten, sondern es können sich sogar gegenläufige Entwicklungen der Vermögens-, Finanz- und Ertragslage intern kompensieren. Die Folge sind Informationsdefizite sowie -verzerrungen bei den Adressaten des Jahresabschlusses. Im Gegensatz zur Konsolidierung erfolgt in der Segmentberichterstattung eine Aufspaltung der in Einzel- oder Konzernabschlüssen aggregierten Daten, z. B. nach Produktsparten, geographischen Bereichen oder Profitcentern.
Eine frühe Form der Segmentierung ist die Einteilung eines Unternehmens in Kostenstellen, um eine Kostenstellenrechnung durchführen zu können. Sie wird jedoch nicht veröffentlicht, sondern ist Bestandteil des internen Rechnungswesens und damit keine echte Segmentierung.